# Guido de Moorprijs
De Guido de Moorprijs is een publieksprijs voor jonge, talentvolle acteurs van het Nationale Toneel in Nederland.
De prijs is ingesteld door de Vrienden van de Koninklijke Schouwburg en het Nationaal Toneel en is vernoemd naar Guido de Moor (1937-1989). Deze was verbonden aan de Haagse Comedie, de voorloper van het Nationale Toneel, en zette zich in voor de groei en ontwikkeling van jong toneeltalent.
De prijs wordt sinds 2003 jaarlijks uitgereikt.

## Winnaars
- 2017 - Emmanuel Ohene Boafo[1]
- 2016 - Joris Smit
- 2015 - Sallie Harmsen
- 2014 - Aziz Akazim
- 2013 - Katja Herbers
- 2012 - Laura van Dolron
- 2011 - Sophie van Winden
- 2010 - Jeroen Spitzenberger
- 2009 - Anniek Pheifer
- 2008 - Meral Polat
- 2007 - Mirjam Stolwijk
- 2006 - Anniek Pheifer
- 2005 - Nienke Römer
- 2004 - Pauline Greidanus
- 2003 - Niels Croiset